# IV народно събрание
Четвъртото народно събрание е четвъртият поред парламент на Народна република България. Ако се спази номерацията на предходните парламенти, то е XXX поред Обикновено народно събрание. Открито е на 25 февруари 1962 г. и закрито на 26 февруари 1966 г.

## Избори
На изборите за парламент за ОФ гласуват 5 461 224 избирателя или общо 99,90 % от всички избиратели. Избрани са общо 321 народни представители, от които 256 мъже и 65 жени. От всички депутати 197 души са от БКП, 80 от БЗНС, 23 от ДКМС и 21 са безпартийни.

## Място
Заседанието се провежда в сградата на Народното събрание.

## Сесии
- II редовна 19 – 29 ноември 1962
- III редовна 24 – 25 декември 1962
- IV редовна 22 – 23 октомври 1963
- V редовна 10 – 12 декември 1963
- VI редовна 23 април 1964
- VII редовна 10 – 11 юни 1964
- VIII редовна 7 – 8 септември 1964
- IX редовна 25 – 28 декември 1964
- X редовна 22 – 25 юни 1965
- XI редовна 6 – 8 декември 1965

## Председател на бюрото на Народното събрание
- Фердинанд Козовски
- Сава Гановски

### Подпредседатели на бюрото на Народното събрание
- Екатерина Аврамова
- Светла Даскалова
- Петър Попзлатев
- Пенчо Костурков

## Председател на Президиума на Народното събрание
- Димитър Ганев
- Георги Трайков